# Ficol
Ficol (em hebraico: פיקול; lit. "Grande"; em latim: Phicol) foi um líder militar filisteu que servia a Abimeleque, rei de Gerar.

## Biografia
Ficol entrou em uma aliança com Abraão, juntamente com Abimeleque, referente à possessão de um poço de propriedade de Abraão, o que a partir dai deu origem ao nome do local da aliança de Bersebá, "o poço do juramento".
O Ficol mencionado em Gênesis 26:26 está relacionado a um acordo entre Isaque e Abimeleque, enquanto que o Ficol mencionado em Gênesis 21:22, 32 está relacionado a um acordo entre Abraão e Abimeleque. Portanto, o nome Ficol pode ser um homônimo passado através de uma geração ou possivelmente até mesmo o nome de um título (ambos são referidos como "comandante do exército"), assim como Abimeleque.